# Ташо Спасов
Ташо Спасов Григоров е български революционер, деец на Вътрешната македоно-одринска революционна организация.

## Биография
Ташо Спасов е роден около 1879 година в Струмица, която тогава е в Османската империя. Присъединява се към ВМОРО. Участва в Илинденско-Преображенското въстание като войвода на чета. През Балканската война доброволец в Македоно-одринското опълчение и служи в 4-та рота на 5-одринска дружина.
Умира в 1968 година.